# 晋寧路

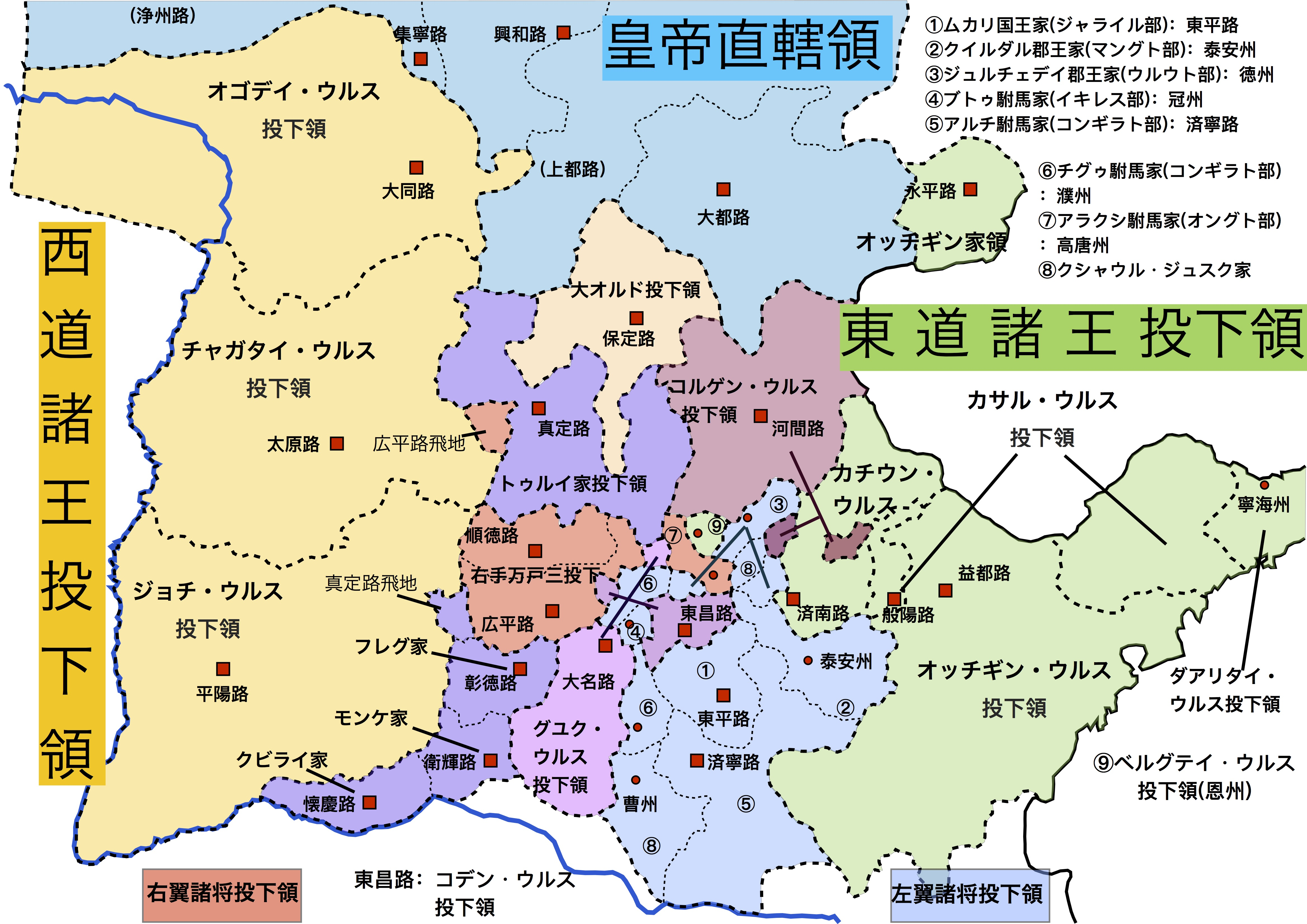
モンゴル時代の華北投下領。晋寧路（平陽路）は左下に位置する。

晋寧路（しんねいろ）は、中国にかつて存在した路。モンゴル帝国および大元ウルスの時代に現在の山西省臨汾市一帯に設置された。治所は平陽府で、『東方見聞録』ではピアンフ (Pianfu) として名前が挙げられている。
旧名は平陽路で、元来はチンギス・カンの長男のジョチを始祖とするジョチ・ウルスの投下領であったが、ジョチの一族が平陽から遠く離れたキプチャク草原に住まうようになったこともあり、タンマチや大元ウルスに服属したオゴデイ王家の遊牧地としても用いられた。

## 歴史
唐代の晋州、金代の平陽府を前身とする。チンギス・カンによる最初の金朝遠征の際、チンギス・カンの子供達（西道諸王）は右翼軍として山西地方を南下し、後の晋寧路一帯（当時は平陽と呼称されていた）もモンゴル帝国の勢力下に入った。金朝遠征が成功裏に終わると、チンギス・カンは配下の諸王・諸将にそれぞれが攻略を担当した地域を領地（投下領）として与えており、この時平陽もジョチ家の領地とされたと見られる。
1236年、第2代皇帝オゴデイはチンギス・カン時代の領土分配を追認する形で華北の諸路を諸王・勲臣に分配した（丙申年分撥）が、この時平陽府はジョチの後継者のバトゥの投下領とされた。しかし、オゴデイはチンギス・カン時代の諸王均等の原則を崩して自らのオゴデイ・ウルスを強化する方針をとり、オゴデイの三男のクチュを総司令とする南宋侵攻の補給基地とするという名目で平陽路潞州一帯に「クチュ・ウルス」を成立させた。バトゥを始めとするジョチ家の人間が主にキプチャク草原に住まうようになったこともあり、これ以後平陽路はオゴデイ系王家の人間の遊牧地としても利用されるようになる。
帝位継承戦争を経て即位したクビライは当初ジョチ・ウルスに友好的であったが、「シリギの乱」が勃発した際にジョチ・ウルスがシリギに与した事を切っ掛けに両者の関係は悪化し、クビライはジョチ家の平陽路における権益を無効化した。代わって平陽路の有力領主として浮上してくるのがクチュの末子のソセで、ソセは同時期に太原路に移住してきたチャガタイ家のアジキとともにクビライ麾下の有力諸王の一人に数えられている。1305年（大徳9年）、平陽路で地震が起こったこと（洪洞地震）を理由として、平陽路は晋寧路と改称された。
1336年（後至元2年）、時のジョチ・ウルス当主ウズベク・ハンは大元ウルスに使者を派遣し、それまで中止されていたジョチ・ウルス分地（投下領）の歳賜の輸送を再開させるよう要求した。しかし、既にこれを管轄する公的機関がなかったため、1337年（後至元3年）に総管府が設置された。1341年（至正元年）にウズベク・ハンが亡くなりジャーニー・ベク・ハンが立つと、晋寧路の平陽・晋州・永州分の歳賦2400錠のジョチ・ウルスへの送付が1345年（至正5年）から始められた。このようなジョチ・ウルスからの要求は、逆説的に平陽路が元代中期にジョチ・ウルス投下領としての実質を失っていたことを証明している。

## マルコ・ポーロによる記録
クビライの治世に大元ウルスを訪れたとされるマルコ・ポーロは平陽府についても『東方見聞録』の中で言及している。

## 管轄州県
晋寧路には録事司、52県（内6県が路の直轄）、1府、9州が設置されていた。

### 6県
- 臨汾県
- 襄陵県
- 洪洞県
- 浮山県
- 汾西県
- 岳陽県

### 1府
- 河中府…河東県・臨晋県・栄河県・猗氏県・万泉県・河津県を管轄する[9]

### 9州
- 絳州…正平県・太平県・曲沃県・翼城県・稷山県・絳県・垣曲県を管轄する[10]
- 潞州…上党県・長子県・屯留県・襄垣県・潞城県・壷関県・黎城県を管轄する[11]
- 沢州…晋城県・高平県・陽城県・沁水県・陵川県を管轄する[12]
- 解州…解県・安邑県・聞喜県・夏県・平陸県・芮城県を管轄する[13]
- 霍州…霍邑県・趙城県・霊石県を管轄する[14]
- 隰州…隰川県・大寧県・石楼県・永和県・蒲県を管轄する[15]
- 沁州…銅鞮県・沁源県・武郷県を管轄する[16]
- 遼州…遼山県・楡社県・和順県を管轄する[17]
- 吉州…郷寧県を管轄する[18]